# Ізізавр
Ізізавр (Isisaurus) — рід титанозаврів з пізньокрейдової формації Lameta в Індії та формації Pab в Пакистані. Рід містить один вид — Isisaurus colberti. Типовий зразок, ISI R 335/1-65, спершу був описаний і названий Titanosaurus colberti палеонтологами Sohan Lal Jain та Saswati Bandyopadhyay у 1997 році. Лишу у 2003 році Вілсон і Апчерч виділили зразки у власний рід.
Родова назва «ізізавр» поєднує в собі відсилання до Індійського інституту статистики (ISI) і грецьке «saurus» — «ящір». Видова назва була дана на честь Едвіна Гарріса Колберта.
Ізізавр відомий з кращих зразків, ніж багато інших титанозаврів, які були відомі на момент його опису. Відома більша частина його посткраніального скелета. Скелетний матеріал, знайдений Джаїном і Бандіопадх'яєм між 1984 і 1986 роками, був «у зв'язаному і здебільшого зчленованому стані». Голотип включає шийні, спинні, крижові та хвостові хребці, ребра, таз, лопатку, коракоїд, ліву передню кінцівку та інші кістки. Череп, кістки задніх кінцівок та стопи не відомі. З часу першого опису ізізавра в інших місцях були знайдені неспоріднені більш повні скам'янілості титанозаврів.

## Опис
Ізізавр був завроподом середнього розміру, за деякими оцінками, довжина його тіла сягала 18 метрів, а вага — 15 тонн. Кут між потиличною кісткою і потиличним відростком в ізізавра і його земляка, індійського титанозавра джайнозавра, різний. У зразка з Dongargaon він дорівнює 120°. У цьому плані череп ізізавра нагадує черепи диплодоків і апатозаврів (родів, що належать до сімейства диплодокових), але кісткові модифікації відрізняються.